# Acleisanthes diffusa
Acleisanthes diffusa är en underblomsväxtart som först beskrevs av Asa Gray, och fick sitt nu gällande namn av R.A.Levin. Acleisanthes diffusa ingår i släktet Acleisanthes och familjen underblomsväxter. Inga underarter finns listade i Catalogue of Life.